# Jaskinia Idajska

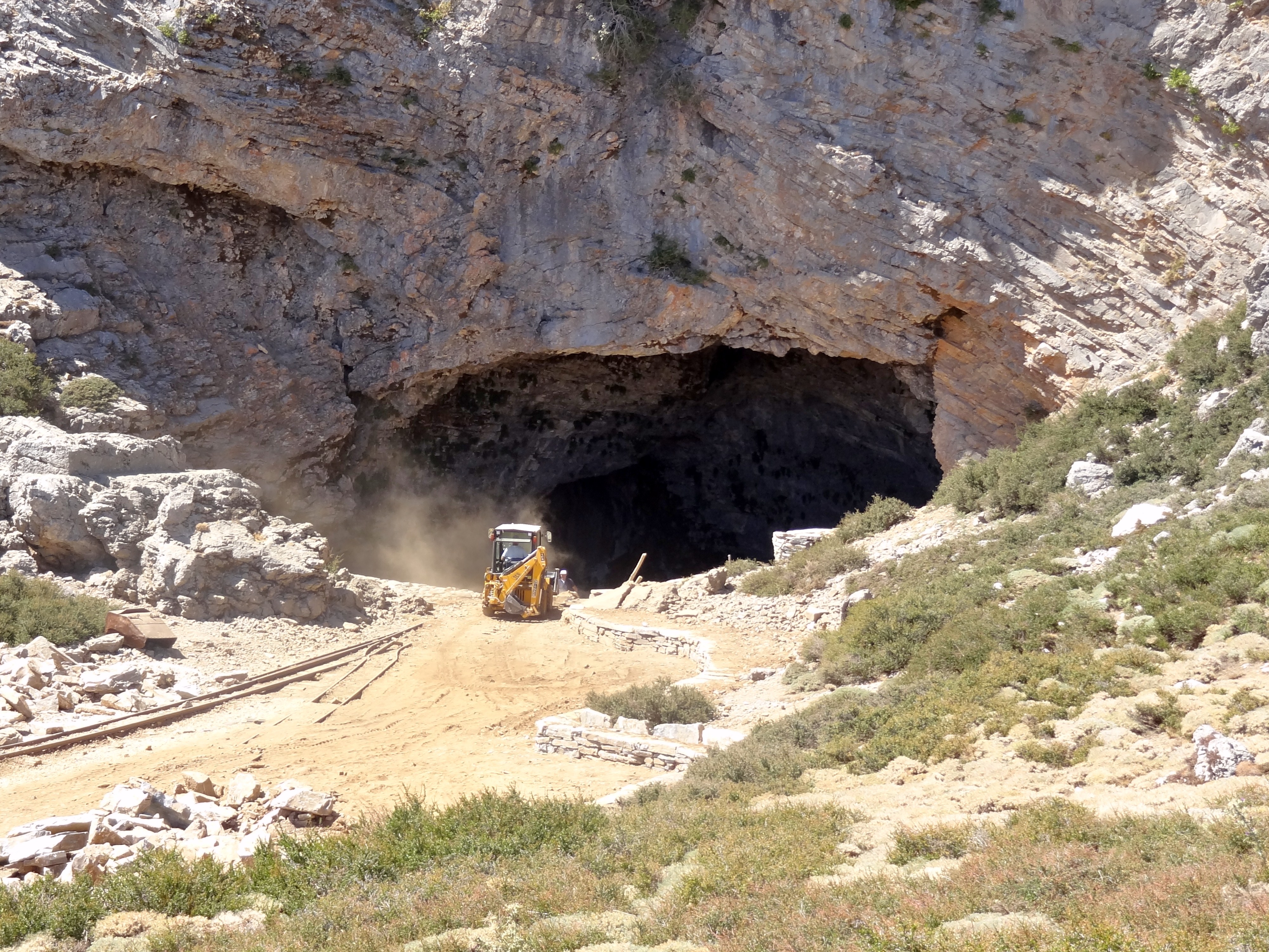
Idajska grota na Krecie

Idajska grota – jaskinia w masywie górskim Ida na Krecie.
Według mitologii greckiej miejsce, w którym matka Zeusa Reja lub babka Gaja ukryła go przed Kronosem. Okrutnemu bogu zamiast dziecka podano do połknięcia zawinięty w pieluchy kamień (abadir). Mały Zeus wychowywał się w grocie pod opieką nimf strzeżony przez Kuretów. Żywiącej go mlekiem kozie Amaltei malec urwał róg – późniejszy „róg obfitości”.
Według innych wersji mitu miejscem schronienia Zeusa była jaskinia w górze Ajgajon, jeszcze innej w Dikte.